# 克里斯蒂安·奧古斯特 (安哈特-采爾布斯特)
克里斯蒂安·奧古斯特（德語：Christian August，1690年11月29日—1747年3月16日），安哈特-采爾布斯特親王，1742年至1747年在位。

## 家庭
1727年，克里斯蒂安·奧古斯特與霍爾斯坦-戈托普的約翰娜·伊莉莎白結婚，兩人共有2子2女：
1. 索菲·奧古斯塔·弗蕾德里克（1729年—1796年），即日後的俄羅斯女皇葉卡捷琳娜二世
2. 威廉·克里斯蒂安·腓特烈（1730年—1742年），早逝
3. 腓特烈·奧古斯特（1734年—1793年），安哈特-采爾布斯特親王
4. 伊莉莎白·烏爾莉卡（1742年—1745年），夭折